# Stabat Mater (Rossini)
Stabat Mater és una obra de Gioachino Rossini basada en l'estructura tradicional de la seqüència litúrgica de l'Stabat Mater per a cor i solistes. Va ser composta al final de la seva carrera després de retirar-se de la composició d'òpera. Va començar l'obra l'any 1831 i no la va acabar fins a l'any 1841. Va ser estrenada en la seva versió completa el 7 de gener de 1842 a la sala Ventadour del Théâtre-Italien de París. Curiosament Rossini va compondre aquesta obra poc després de la mort de la seva pròpia mare.

## Origen i context
Rossini, amb la seva característica excentricitat, va optar per retirar-se amb només 37 anys, després de compondre 30 òperes en tan sols 19 anys. Aquesta proesa l'havia deixat exhaust i, fidel a la seva paraula, mai més va escriure cap altra òpera. No obstant això, el seu esperit operístic impregna les poques obres que encara va compondre, com l'Stabat Mater. Amb la seva màgica combinació de solemnitat emotiva, devoció i drama teatral, juntament amb melodies alegres, alguns fins i tot afirmen que aquesta obra representa el punt culminant de l'art de Rossini.
Durant una visita a Madrid el febrer de 1831, Rossini va rebre l'encàrrec de dirigir una aclamada representació d'El Barber de Sevilla en presència del rei Ferran VII. A l'esdeveniment hi va assistir el conseller d'Estat Manuel Fernández Varela, qui, impressionat, va expressar el desig de tenir un Stabat Mater de Rossini que rivalitzés amb el famós de Pergolesi. Tot i mostrar-se reticent inicialment, el compositor finalment va acceptar compondre'l, atès que el prelat era un bon amic del seu protector, el banquer parisenc Alexandre Aguado, propietari del Château Margaux, i Rossini es trobava en un moment personal magnífic.
Quan només havia escrit sis (núms. 1 i 5–9) dels deu números que formen l'obra, va sofrir un fort atac de lumbàlgia. Llavors Rossini va demanar al seu amic Giovanni Tadolini, compositor i director musical del Théâtre Italien de París, de completar el treball encara que l'obra va ser completament atribuïda a Rossini. Una de les condicions que va posar Rossini va ser que només s'utilitzés per a ús privat. Rossini va presentar l'obra acabada a Varela com a pròpia.

## Representacions
Tot i la decepció que això va suposar per l'ardiaca Varela, l'obra va ser finalment estrenada a l'església del Convent de San Felipe del Real de Madrid el Divendres Sant de 1833, però aquesta versió no es va tornar a representar.
Quan Varela va morir, els seus hereus van vendre l'obra per 2.000 francs a un editor musical parisenc anomenat Antoine Aulagnier, que posteriorment la va imprimir. Rossini va presentar una protesta, argumentant que havia reservat els drets de publicació per a ell mateix, i va rebutjar categòricament la versió d'Aulagnier per incloure la música de Tadolini. El que va arrencar sobretot la fúria de Rossini va ser la compromesa situació que podria haver-li causat que es conegués que part de l'obra no l'havia compost ell mateix. Encara que sorprès per això, Aulangier va avançar i va organitzar una actuació pública a la Salle Herz el 31 d'octubre de 1841, en la qual només es van interpretar les sis peces de Rossini. De fet, Rossini ja havia venut els drets de publicació per 6.000 francs a un altre editor de París, Eugène Troupenas. Es van produir plets i Troupenas va sortir vencedor. Rossini va acabar l'obra, substituint la música per Tadolini, abans de finals de 1841. Els germans Léon i Marie Escudier, que havien comprat a Troupenas els drets d'interpretació de la versió final de la partitura de Rossini per 8.000 francs, els van vendre al director del Théâtre-Italien per 20.000 francs, que va començar a preparar la seva primera actuació.

L'Stabat Mater es va representar íntegrament per primera vegada a la Salle Ventadour del Théâtre-Italien de París el 7 de gener de 1842, amb Giulia Grisi (soprano), Emma Albertazzi (mezzosoprano), Mario (tenor) i Antonio Tamburini (baríton) com a solistes. Els Escudiers van informar que:
El nom de Rossini va ser cridat enmig dels aplaudiments. Tota l'obra va transportar l'audiència; el triomf va ser complet. Tres números van haver de ser repetits... i l'audiència va sortir del teatre commoguda i presa per una admiració que ràpidament va conquerir tot París.

Dos mesos després es representà a Bolonya triomfalment dirigit per Gaetano Donizetti i amb la soprano anglesa Clara Novello. Donizetti va informar de la reacció del públic:
L'entusiasme és impossible de descriure. Fins i tot a l'assaig final, al qual Rossini va assistir, enmig del dia, el van acompanyar a casa seva els crits de més de 500 persones. El mateix va passar la primera nit, sota la seva finestra, ja que no va aparèixer a la sala.
L'extensa carrera operística de Rossini havia dividit el públic en admiradors i crítics. L'anunci de l'estrena de l'Stabat Mater de Rossini va ser l'ocasió per a un ampli atac per part de Richard Wagner, que es trobava a París en aquell moment, no només contra Rossini sinó, en general, contra la moda europea actual de la música religiosa i els diners que es feien a partir d'ella. Una setmana abans del concert programat , Neue Zeitschrift für Musik de Robert Schumann portava l'assaig pseudònim, escrit per Wagner amb el nom de "H. Valentino", en el qual afirmava trobar incomprensible la popularitat de Rossini: "És extraordinari! Mentre aquest home visqui, sempre estarà de moda". Wagner va concloure la seva polèmica amb la següent observació: "Aquesta paraula espantosa: Copyright —gruny a través dels escassos vents apagats. Acció! Acció! Un altre cop, acció! I es treuen diners, per pagar els millors advocats, per aconseguir documents produïts, per presentar càrrecs. —Oh, gent insensata, heu perdut el vostre entusiasme per l'or? Conec algú que per cinc francs us farà cinc valsos, cadascun millor que aquesta misèria del mestre ric! En el moment en què Wagner va escriure això, encara tenia vint anys i encara no havia tingut gaire èxit amb l'acceptació de la seva pròpia música a la capital francesa.

## Anàlisi musical
Com va afirmar Luigi Rognoni en la seva monografia sobre el compositor «Si Rossini hagués pogut compondre una altra òpera després del Guillaume Tell, presoner de les convencions teatrals, probablement no hauria arribat a aquella força expressiva que va saber imprimir en aquest Stabat Mater». El seu atractiu rau en la magnífica utilització de les estructures formals vinculades a les convencions de l'òpera, juntament amb elements purament polifònics.

## Moviments
L'obra es divideix en deu parts:
- Stabat mater dolorosa. Destinat als quatre solistes i al cor, aquesta obra no requereix grans virtuosismes vocals. Amb una profunda temàtica religiosa, la seva evolució musical es caracteritza per una atmosfera tenebrosa, melangiosa i melancòlica. Els violoncels i els fagots introduïts inicialment són reforçats per la presència dels instruments de vent de fusta, que impacten amb la seva intensitat expressiva, ressaltant el clarobscur harmònic, el cromatisme subtil, les oscil·lacions modals i la insistència en el terme "dolorosa". Aquesta secció, seguidament, cedeix el protagonisme a una melodia clara i emotiva interpretada pel tenor.

- Cuius animam. Es tracta d'una ària en tota regla destinada al tenor solista, caracteritzada per un toc nostàlgic curiós i estrany que contrasta amb l'ambient majestuós de la part anterior. Amb un desenvolupament elegantment alegre, el tenor solista ha de mostrar un domini adequat de la regió aguda per afrontar amb èxit les diverses pujades cap al seu registre més alt (requerint una emissió de reb4) i les escales ascendents que es troben al final de la peça.

- Quis est homo. Aquesta peça és un duet per a les soprano solistes. El Largo inicial emana una sensació de contemplació, que és abruptament interrompuda pel "fortissimo" de tota l'orquestra en la secció final. El desenvolupament melòdic és elegant i ric, tot i que presenta algunes dificultats vocals, ja que conté molta coloratura i ornamentació vocal.

- Pro peccatis. Dirigida al baix solista, aquesta peça es distingeix per un desenvolupament tranquil i un to de recolliment. És una secció vocalment còmoda per al solista, sense grans dificultats, excepte per algunes notes moderadament agudes en certes parts de la peça.

- Eia Mater. Es tracta d'un diàleg a cappella entre el baix solista i la resta del cor amb un sentiment d'angoixa i dolorosa espiritualitat. També presenta aparicions puntuals de veus blanques plenes d'esperança, contrastant amb les ombrívoles veus dels baixos, com si fossin àngels, creant un ambient adequat per al desenvolupament d'aquesta part.

- Sancta Mater. Dirigit al quartet solista, aquesta peça és com un sospir d'aire fresc després de l'ambient fúnebre de la secció anterior. Amb ressonàncies clares d'òpera, amb un desenvolupament contrapuntístic, relaxat però animat, és una composició que no posa grans dificultats a les veus, tot i que la cadència final, aparentment senzilla, presenta algunes dificultats.

- Fac ut portem. Aquesta és la cavatina per la segona soprano. La presència constant de la trompa contribueix notablement a un desenvolupament lent i melangiós. Vocalment, exigeix un bon control del registre agut i del fiato per abordar frases de considerable longitud.

- Inflammatus et accensus. Ària amb cor de la primera soprano, introduïda per una introducció poderosa encomanada als metalls. Aquesta és la peça amb la càrrega emocional més intensa de tot l'Stabat Mater. En només quatre minuts i mig, el compositor, gràcies a l'ús impressionant de les cordes, els vents i la percussió, evoca una gamma d'emocions, des de la tensió fins a l'expectació, el desassossec, la tristesa i l'emoció, transportant-nos des de profunditats infernals fins a alçades celestials. Destaca especialment el contrast entre el primer vers, marcadament apocalíptic, i el segon, absolutament piadós. Vocalment, és una peça exigent per a la soprano, que requereix un bon domini del fiato, la coloratura i el registre agut de la seva veu (amb l'emissió final d'un Do5), així com una constant expressivitat en el text.

- Quando corpus. Es tracta d'una peça a cappella destinada als solistes, posseïdora de reminiscències medievals i per moments gregorianes, que fa un ús sistemàtic i radical del cromatisme. És una part de desenvolupament pausat i to trist, recollit, fantasmagòric i profundament religiós. És molt exigent des del punt de vista vocal i bastant complicada des del punt de vista de l'afinació.

- Amen. El final és espectacular, amb la participació del cor i l'orquestra, construït sobre un fugato que només es veu interromput, pocs compassos abans de la conclusió, per la reaparició del motiu inicial de l'obra, el Sancta Mater Dolorosa. Després d'n silenci en piano que sembla anunciar el final, es produeix una explosió orquestral i el cor torna a entonar el tema principal d'aquesta part. Aquest contrast produeix un efecte devastador, creant una sensació sorprenent, angoixant i desassossegada, però alhora esperançadora.[9][14]